# Ed Parker
Edmund Kealoha Parker (19 tháng 3 năm 1931 – 15 tháng 12 năm 1990) là một võ sư Hoa Kỳ, người khởi xướng, giảng viên và là tác giả.
Parker đã ra đời ở Hawaii, là thành viên của Nhà thờ Jesus Christ of Latter-day Saints. Thiếu thời, ông bắt đầu sự nghiệp võ thuật của mình qua việc theo học môn judo rồi sau đó là đấm bốc. Frank Chow đã mời Parker theo học môn Quyền thuật (Kenpo). Frank Chow còn giới thiệu Ed Parker với William Chow, với người này ông đã luyện võ trong khi còn phục vụ trong đội Tuần duyên Hoa Kỳ và cả khi học Đại học Brigham Young. Vào năm 1953 ông được phong chức đai đen.
Parker mở trường dạy karate mang tính thương mại ở Provo Utah, miền Tây Hoa Kỳ năm 1954. Đến 1956, Parker lại mở trường dạy võ tự vệ ở Pasadena, California. Môn sinh đầu tiên được Parker phong chức đai đen là Charles Beeder. Việc này đã gây nên tranh cãi. Cho đến năm 1962, những môn sinh được phong chức đai đen theo thứ tự thời gian là: James Ibrao, Rich Montgomery, Rick Flores, Al and Jim Tracy of Tracy Kenpo, Chuck Sullivan, John McSweeney, and Dave Hebler. Năm 1962, John McSweeney mở trường ở Ái Nhĩ Lan, gợi cảm hứng cho Parker đổi tên tổ chức của ông từ "Hiệp hội quyền thuật Karate Hoa Kỳ" thành "Hiệp hội quyền thuật Karate quốc tế".
Parker nổi tiếng về sự kinh doanh sáng suốt. Ông giúp đỡ nhiều võ sư mở trường dạy võ tự vệ. Ông cũng được biết đến ở Hollywood nơi ông đào tạo nhiều diễn viên đóng thế và người nổi tiếng; tiêu biểu là Elvis Presley, người đã trao tặng ông chức đai đen môn quyền thuật. Ông cũng đứng sau lưng một số võ sư lừng danh như Frank Trejo, thầy dạy võ ở California. Ông giúp Lý Tiểu Long giành giải quán quân bằng việc đưa Tiểu Long vào Kỳ thi Karate quốc tế. Ông là vệ sĩ của Presley vào cuối đời ca sĩ này, là diễn viên phim hành động và đóng thế, và là một trong những huấn luyện viên quyền thuật của võ sư kiêm diễn viên Jeff Speakman. Ông là người khai sáng môn Quyền thuật ở Mỹ và được môn sinh của võ này tôn kính như "Cha của Karate Mỹ". Ông còn có danh hiệu chính thức là "Đại sư tối cao của Quyền thuật Mỹ".
Đôi khi Parker là diễn viên phim hành động và đóng thế của Hollywood. Bộ phim nổi tiếng nhất của ông là Kill the Golden Goose. Trong phim này, ông đồng diễn với đại sư người Hapkido Bong Soo Han. Trong bộ phim Revenge of the Pink Pahther do Blake Edwards chỉ đạo và sản xuất, vai diễn "ông Chong" của Parker đã làm cho mọi người bất ngờ..
Ngày 15 tháng 12 năm 1990, Edmund K. Parker qua đời ở Honolulu trong căn bệnh. Vợ ông là Leilani Parker cũng qua đời ngày 12 tháng 6 năm 2006. Trong bốn người con còn sống của ông, chỉ có duy nhất Ed Parker Jr. tích cực theo đuổi những điều mà cha mình khởi xướng.

## Sự nghiệp của Ed Parker
Năm 12 tuổi, Parker bắt đầu học judo. Năm 18 tuổi (1949), Parker nhận giải Shodan (Judo). Là một thanh niên, Edmund Parker, Sr. vào Đại học Brigham Young từ quê hương Hawaii và bắt đầu dạy võ. Trong thời gian này ông giành được chức đai nâu, ông đã diễn xuất được những chiêu thức mà ông học được từ người thầy Hawaii gốc Hoa là William Kwai Sun Chow.
Trong thời gian này, Parker chịu ảnh hưởng lớn bởi sự thịnh hành của võ thuật Okinawa và Nhật Bản ở Hawaii. Ông viết cuốn Kenpo Karate, xuất bản năm 1961.

## Vinh danh
Trong bộ phim võ thuật The Perfect Weapon thực hiện năm 1991 với sựa góp mặt của học trò ông là Jeff Speakman, đã có một lời đề tặng cho Parker trước phần thông tin kết phim (closing credits).
Con ông là Ed Parker Jr. vào vai cha mình, trong phim năm 1993 về tiểu sử Lý Tiểu Long, Dragon: The Bruce Lee Story.